# 羊肉羹
羊肉羹（臺羅：iûnn-bah-kinn），亦為羊肉焿，是普及於臺灣市集販售的山羊肉副食製品，初有羊肉清湯（羊肉與當歸中藥燉煮）。羊肉羹是在1990年代起開始流行食用的大眾化料理。

## 作法
山羊肉加蛋汁、麵粉磨製成肉漿，捏成顆粒，顆顆投置於沸湯內，加勾芡形成稠湯，再加筍絲、香菇絲、木耳、蝦米，加烏醋醬油。

## 吃法
食用時店家多附上薑絲及醬油、豆瓣醬沾羊肉提味。